# Artjom Chatschaturow
Artjom Chatschaturow (russisch Артём Хачатуров; armenisch Արտյոմ Խաչատուրով; * 18. Juni 1992 in Bendery, Republik Moldau) ist ein ehemaliger moldauisch-armenischer Fußballspieler.

## Leben und Karriere
Artjom Chatschaturow wurde 1992 in Bendery, an der Grenze zwischen der Republik Moldau und der Teilrepublik Transnistrien, geboren.
Seinen Einstieg in den Profifußball hatte der Abwehrspieler bei Sheriff Tiraspol, Erstligist in der moldauischen Fußballliga. Im Jahr 2009 wurde er in die moldauische U-19-Nationalmannschaft einberufen. Von 2010 bis 2013 war Chatschaturow Teil der Profimannschaft von Sheriff. In der Saison 2010/11 gab er sein Debüt in der UEFA Europa League. Mit Sheriff gewann er dreimal die moldauische Meisterschaft. Im Sommer 2013 schloss er sich dem Lokalrivalen FC Tiraspol an. Dort kam er nur unregelmäßig zum Einsatz und wechselte Anfang 2015 zu Zimbru Chișinău. Mitte 2015 zog es ihn zu Qysylschar Petropawl nach Kasachstan, ehe er Anfang 2016 beim FC Zaria Bălți anheuerte und dort am Ende der Saison den Pokalsieg feierte. Das Jahr 2017 verbrachte er bei seinem ehemaligen Verein Zimbru Chișinău und seitdem stand er beim FC Lori Wanadsor in Armenien unter Vertrag. Im Februar 2020 wechselte er zum moldauischen Erstligaaufsteiger FC Florești. Ein Jahr später ging er zurück nach Armenien zum FC Sewan.
2012 gab Chatschaturow, der einen armenischen Vater hat, bekannt, nun für die armenische A-Fußballnationalmannschaft zu spielen.

## Erfolge
- Moldauischer Meister: 2010, 2012, 2013
- Moldauischer Pokalsieger: 2010, 2016
- Armenischer Zweitligameister: 2021